# Жайворон Володимир Гнатович
Володи́мир Гна́тович Жа́йворон (* 3 червня 1923 — † 5 грудня 1944) — командир батареї сто третього мінометного полку 7-ї Запорізької Червонопрапорної, ордена Суворова артилерійської дивізії прориву резерву Верховного Головнокомандування, гвардії капітан, Герой Радянського Союзу.

## Біографія
Народився 3 червня 1923 року в селі Броницька Гута Новоград-Волинського району Житомирської області в селянській родині. Українець. Закінчив середню школу.
У 1940 році призваний до лав Червоної Армії. Навчався у Київському піхотному училищі. У боях Великої Вітчизняної війни з грудня 1941 року. Воював на Південно-Західному і 2-му Українському фронтах. Був поранений.
5 грудня 1944, одним з перших форсуючи р. Дунай в Угорщині, з плоту коригував вогонь у бік противника. Загинув у цьому бою.

## Нагороди та вшанування пам'яті
Звання Героя Радянського Союзу присвоєно 24 березня 1945 року посмертно. Нагороджений орденами Леніна, Вітчизняної війни ІІ ступеня, Червоної Зірки.
У Новограді-Волинському його йменням названа вулиця.